# Disari
Disari (en llatí Disarius) era un metge romà que podria haver viscut al segle v. L'esmenta Macrobi en la seva obra Saturnaliorum Conviviorum on diu que tractava la dietètica i el procés digestiu.